# Vepris renieri
Vepris renieri là một loài thực vật có hoa trong họ Cửu lý hương. Loài này được (G.C.C. Gilbert) Mziray miêu tả khoa học đầu tiên năm 1992.